# Molières 2010
La 24e cérémonie des Molières s'est déroulée le dimanche 25 avril 2010 à la Maison des arts et de la culture de Créteil.

## Molière du comédien
- Laurent Terzieff dans L'Habilleur et Philoctète 
  - Jean-Quentin Châtelain dans Ode maritime
  - Jean-Claude Dreyfus dans Le Mardi à Monoprix
  - Robert Hirsch dans La Serva amorosa
  - Daniel Russo dans Les Autres

## Molière de la comédienne
- Dominique Blanc dans La Douleur 
  - Anny Duperey dans Colombe
  - Isabelle Gélinas dans L’Illusion conjugale
  - Anouk Grinberg dans Les Fausses Confidences
  - Norah Krief dans La Dame de chez Maxim
  - Hélène Vincent dans Alexandra David-Néel, mon Tibet

## Molière du comédien dans un second rôle
- Henri Courseaux dans La Nuit des rois 
  - Xavier Gallais dans Ordet
  - José Paul dans L’Illusion conjugale
  - Yves Pignot dans La Nuit des Rois
  - Gilles Privat dans La Dame de chez Maxim
  - Hugues Quester dans Casimir et Caroline

## Molière de la comédienne dans un second rôle
- Claire Nadeau dans La Serva amorosa 
  - Fabienne Chaudat dans Colombe
  - Julie Pilod dans La Cerisaie
  - Isabelle Sadoyan dans Les Fausses Confidences
  - Josiane Stoléru dans Le Démon de Hannah
  - Dominique Valadié dans La Nuit des rois

## Molière de la révélation théâtrale masculine
- Guillaume Gallienne dans Les Garçons et Guillaume, à table ! 
  - Maxime d'Aboville dans Journal d'un curé de campagne
  - Sylvain Creuzevault dans Notre Terreur
  - Alexandre Zambeaux dans Parole et guérison

## Molière de la révélation théâtrale féminine
- Alice Belaïdi dans Confidences à Allah 
  - Andréa Bescond dans Les 39 marches
  - Mélanie Laurent dans Promenade de santé
  - Agnès Pontier dans Yaacobi et Leidental

## Molière du théâtre privé
- L'Habilleur de Ronald Harwood, mise en scène Laurent Terzieff, Théâtre Rive Gauche 
  - L’Illusion conjugale d'Éric Assous, mise en scène Jean-Luc Moreau, Théâtre de l'Œuvre, Théâtre Tristan-Bernard
  - La Nuit des rois de William Shakespeare, mise en scène Nicolas Briançon, Théâtre Comédia
  - La Serva amorosa de Carlo Goldoni, mise en scène Christophe Lidon, Théâtre Hébertot

## Molière du théâtre public
- Les Naufragés du Fol Espoir, d'Hélène Cixous et Ariane Mnouchkine, mise en scène Ariane Mnouchkine, Théâtre du Soleil
  - La Cerisaie d'Anton Tchekhov, mise en scène Alain Françon, Théâtre national de la Colline
  - Notre Terreur de la Compagnie d'Ores et déjà, mise en scène Sylvain Creuzevault, Compagnie D'Ores et Déjà
  - Ode maritime de Fernando Pessoa, mise en scène Claude Régy, Les Ateliers contemporains

## Molière de l'auteur francophone vivant
- Eric Assous pour L’Illusion conjugale 
  - Daniel Danis pour Terre océane
  - Emmanuel Darley pour Le Mardi à Monoprix
  - Pierre Notte pour Les Couteaux dans le dos
  - Joël Pommerat pour Cercles/fictions
  - Sébastien Thiéry pour Qui est Monsieur Schmitt ?

## Molière du metteur en scène
- Alain Françon pour La Cerisaie 
  - Nicolas Briançon pour La Nuit des Rois
  - Éric Métayer pour Les 39 marches
  - Jean-Luc Moreau pour L’Illusion conjugale
  - Claude Régy pour Ode maritime
  - Jean-François Sivadier pour La Dame de chez Maxim

## Molière de l'adaptateur
- Gérald Sibleyras pour Les 39 marches 
  - François Berreur pour Ébauche d’un portrait
  - Huguette Hatem pour La Grande Magie
  - Dominique Hollier pour L’Habilleur

## Molière du décorateur scénographe
- Catherine Bluwal pour La Serva amorosa 
  - Pierre-Yves Leprince pour La Nuit des rois
  - Philippe Quesne pour La Mélancolie des Dragons
  - Éric Soyer pour Cercles/fictions

## Molière du créateur de costumes
- Nathalie Thomas, Marie-Hélène Bouvet et Annie Tran pour Les Naufragés du Fol Espoir 
  - Pascale Bordet pour Colombe
  - Patrice Cauchetier pour La Cerisaie
  - Michel Dussarrat pour La Nuit des rois

## Molière du créateur de lumières
- Gaëlle de Malglaive pour La Nuit des rois 
  - Laurent Béal pour Colombe
  - Joël Hourbeigt pour La Cerisaie
  - Éric Soyer, Jean-Gabriel Valot pour Cercles/fictions

## Molière de la pièce comique
- Les 39 marches de John Buchan et Alfred Hitchcock, mise en scène Éric Métayer, Théâtre La Bruyère 
  - La Cage aux Folles de Jean Poiret, mise en scène Didier Caron, Théâtre de la Porte-Saint-Martin
  - Miam Miam d'Édouard Baer, mise en scène de l'auteur, Théâtre Marigny
  - Mission Florimont  de Sacha Danino et Sébastien Azzopardi, mise en scène Sébastien Azzopardi, Théâtre Tristan-Bernard
  - Thé à la menthe ou t'es citron ? de Danielle Navarro-Haudecoeur et Patrick Haudecœur, mise en scène Patrick Haudecœur, Théâtre Fontaine

## Molière du théâtre musical
- Les Douze Pianos d'Herculede Jean-Paul Farré, mise en scène Jean-Claude Cotillard, Compagnie des Claviers 
  - Tatouage d'Alfredo Arias, mise en scène de l'auteur, Groupe TSE - Théâtre du Rond-Point
  - Une Diva à Sarcelles de Virginie Lemoine, mise en scène de l'auteur, Théâtre de la Huchette
  - La Vie parisienne de Jacques Offenbach, mise en scène Alain Sachs, Théâtre Antoine

## Molière des compagnies
- Cercles/fictions, mise en scène Joël Pommerat : Compagnie Louis Brouillard 
  - Les Estivants, mise en scène Éric Lacascade : Compagnie Éric Lacascade
  - La Ménagerie de verre, mise en scène Jacques Nichet : Compagnie de l’Inattendu
  - Le Père Tralalère, mise en scène Sylvain Creuzevault : Compagnie D’Ores et Déjà

## Molière du spectacle jeune public
- Oh Boy ! d'après Marie-Aude Murail, adaptation Catherine Verlaguet, mise en scène Olivier Letellier, Théâtre du Phare 
  - Blanche Neige d’après Jacob et Wilhelm Grimm, mise en scène Nicolas Liautard
  - Comment ai-je pu tenir là-dedans ? d’après Alphonse Daudet, adaptation Stéphane Blanquet et Jean Lambert-wild, mise en scène Jean Lambert-wild
  - Faim de loup d’après Jacob et Wilhelm Grimm, mise en scène Ilka Schonbein